# 干布村
干布村（ほしぬのむら）は山形県東村山郡にあった村。現在の天童市中心部の南東一帯にあたる。

## 地理
- 山：越王山

## 歴史
- 1889年（明治22年）4月1日 - 町村制の施行により、奈良沢村、原町村、下荻野戸村、上荻野戸村の区域をもって発足。
- 1955年（昭和30年）1月1日 - 高擶村と合併して豊栄村が発足。同日干布村廃止。

## 交通

### 道路
- 山寺街道（現・宮城県道・山形県道62号仙台山寺線）